# Ronnie Spector
Pour les articles homonymes, voir Spector et Greenfield.
 (janvier 2022).
Si vous disposez d'ouvrages ou d'articles de référence ou si vous connaissez des sites web de qualité traitant du thème abordé ici, merci de compléter l'article en donnant les références utiles à sa vérifiabilité et en les liant à la section « Notes et références ».
Veronica Spector Greenfield, née Veronica Yvette Bennett le 10 août 1943 à New York et morte le 12 janvier 2022 à Danbury dans le Connecticut, connue sous son nom d'artiste Ronnie Spector, est une chanteuse américaine. Elle forme le groupe de doo-wop les Ronettes en 1957 avec sa sœur aînée Estelle Bennett et leur cousine Nedra Talley. Ronnie Spector dirige le groupe tandis que le producteur de disques Phil Spector, avec qui elle se marie en 1968 avant leur séparation en 1972, produit la majorité de leurs chansons.
Ronnie Spector chante sur la série de succès des Ronettes au milieu des années 1960, tels que Be My Baby (1963), Baby, I Love You (1963), The Best Part of Breakin' Up (1964) et Walking in the Rain (1964). En 1964, elle se lance dans une carrière solo avec le single So Young. À partir de 1980, elle sort cinq albums studio : Siren (1980), Unfinished Business (1987), Something's Gonna Happen (2003), Last of the Rock Stars (2006) et English Heart (2016). Elle enregistre également une pièce de théâtre, She Talks to Rainbows (1999). En 1986, Ronnie Spector connaît une résurgence de carrière lorsqu'elle figure sur la chanson Take Me Home Tonight d'Eddie Money.
Elle est désignée comme la « mauvaise fille originale du rock and roll ». En 1990, elle publie ses mémoires, Be My Baby: How I Survived Mascara, Miniskirts, and Madness Or My Life as a Fabulous Ronette. En 2007, elle est intronisée au Rock and Roll Hall of Fame en tant que membre des Ronettes.

## Biographie

### Jeunesse
Ronnie Spector est née Veronica Yvette Bennett à Washington Heights, fille d'une mère afro-américaine-cherokee et d'un père irlandais-américain. Elle et sa sœur, Estelle Bennett (1941-2009), ont été encouragées à chanter par leur famille nombreuse, tout comme leur cousine, Nedra Talley. Les trois femmes ont formé les Darling Sisters, connues plus tard sous le nom de Ronettes.

### The Ronettes
Les Ronettes sont devenus une attraction populaire dans la grande région de New York au début des années 1960. À la recherche d'un contrat d'enregistrement, elles ont d'abord signé chez Colpix Records et produites par Stu Phillips. Après avoir sorti quelques singles sur Colpix sans succès, elles sont signées par Phil Spector chez Philles Records. Leur relation avec Spector leur a valu le succès des charts avec Be My Baby (1963), Baby, I Love You (1963), The Best Part of Breakin' Up (1964), Do I Love You ? (1964) et Walking in the rain (1964). Le groupe a eu deux hits au top 100 en 1965 avec Born to Be Together et Is This What I Get for Loving You?.
En 1965, les Ronettes ont été élues troisième groupe de chant en Angleterre derrière les Beatles et les Rolling Stones. En août 1966, les Ronettes font équipe avec les Beatles pour une tournée dans 14 villes à travers l'Amérique. Phil Spector est devenu tellement enragé lorsque Ronnie a exprimé le désir d'accompagner Estelle et Nedra lors de la tournée, que Ronnie a été contrainte de rester en Californie avec lui tandis que la cousine des filles -Elaine- qui avait déjà fait partie du groupe, a occupé sa place sur la tournée, tandis que Nedra ou Estelle assumait le chant solo sur scène. Une photo publiée dans le numéro de novembre 1966 du magazine Ebony montrait Nedra Talley chantant en tête, tandis qu'Estelle et Elaine se tenaient derrière son harmonie de chant. Les Ronettes se séparèrent au début de 1967, à la suite d'une tournée de concerts en Europe qui comprenait leur apparition au Moonlight Lounge à Gelnhausen, en Allemagne, où elles divertirent le personnel militaire américain.
L'album de Ronnie, You Came, You Saw, You Conquered, crédité comme « The Ronettes featuring the Voice of Veronica », est apparu en 1969 sur le label A&M Records d'Herb Alpert, avec Oh I Love You, une vieille face B des Ronettes. Sa voix a été utilisée pour le chant soliste et les chœurs. Phil Spector a conservé de nombreuses chansons inédites du groupe au coffre-fort pendant des années.

### Carrière solo
En février 1971, pendant le mandat de Phil Spector en tant que responsable A&R chez Apple Records, Ronnie a enregistré le single Try Some, Buy Some/Tandoori Chicken aux studios Abbey Road, sorti sur le label Apple 33 au Royaume-Uni et Apple 1832 aux États-Unis. La face A a été écrite par George Harrison et produite par lui et Phil Spector. Bien que le single n'ait pas été un grand succès, sa piste d'accompagnement a été utilisée deux ans plus tard pour la propre version de Harrison de la chanson, sur son album en tête des charts Living in the Material World. Try Some, Buy Some a eu une autre influence durable lorsque John Lennon a enregistré Happy Xmas (War Is Over) plus tard la même année et a demandé à Phil Spector de co-produire à nouveau et de reproduire le mur du son chargé de mandolines qu'il avait créé pour Le single de Ronnie. Lennon aimait aussi la face B rockabilly, il l'a chantée lors de sa fête d'anniversaire à New York en octobre 1971 (dont un enregistrement est apparu sur des disques pirates). Ronnie a enregistré d'autres chansons de George Harrison au cours de ces sessions à Londres -y compris You et Sung- mais ses versions n'ont jamais été publiées, même si un album complet avait été prévu.
En 1973, elle reforma les Ronettes (sous le nom de Ronnie Spector & the Ronettes) avec deux nouveaux membres (Chip Fields Hurd, la mère de l'actrice Kim Fields, et Diane Linton). Elles ont sorti quelques singles sur Buddah Records. Les disques n'ont pas réussi à se classer, et en 1975, Ronnie enregistrait en solo. Elle a sorti le single You'd Be Good For Me sur Tom Cat Records en 1975.
En 1976, elle a chanté en duo avec Southside Johnny sur la chanson You Mean So Much To Me, écrit par l'ami de longue date de Southside, Bruce Springsteen, et produit par Steven Van Zandt du E Street Band. C'était le dernier morceau du premier album de Southside Johnny & the Asbury Jukes : I Don't Want to Go Home. Elle a également fait une apparition avec le groupe l'année suivante lors d'un concert à New York au Bottom Line, lors duquel elle a chanté sur 3 reprises de succès des Ronettes, Baby I love you, Walking in the rain , et bien sûr Be my baby ainsi qu'une reprise du morceau de 1976 de Billy Joel, Say Goodbye to Hollywood et finalement la chanson pour laquelle elle avait participé avec Southside Johnny l'année précédente You Mean So Much To Me. Cette performance verrait le jour sur l'album live Live At The Bottom Line New York City '77 qui serait publié en 2015.
Dans son livre, Ronnie Spector a raconté plusieurs tentatives avortées pour retrouver le succès du grand public tout au long des années 1970 et du début des années 1980, période au cours de laquelle elle était largement perçue comme un acte d'antan. Elle a enregistré son premier album solo en 1980, produit par Genya Ravan, qui était un prélude à son travail avec Joey Ramone à la fin des années 1990.

### De 1983 à 2002Take Me Home Tonightet retour à la musique
En 1986, Ronnie Spector a bénéficié d'une résurgence des airs de radio populaires, en tant que chanteuse vedette du Top 5 d'Eddie Money, Take Me Home Tonight, dans lequel elle répond aux paroles du refrain de Money, « tout comme Ronnie a chanté », avec « Be my little baby ». Le clip de la chanson a été l'une des meilleures vidéos de l'année, et en forte diffusion sur MTV. Pendant cette période, elle a également enregistré la chanson Tonight You're Mine, Baby (du film Just One of the Guys).
En 1988, elle a commencé à se produire à la fête de Noël de Ronnie Spector, un incontournable de la saison au B.B. King Blues Club & Grill à New York. En 1999, elle sort le EP She Talks to Rainbows, qui contient quelques reprises de chansons plus anciennes. Joey Ramone a agi en tant que producteur et est apparu sur scène avec elle pour promouvoir le disque.
En 1988, Ronnie et les autres membres des Ronettes ont poursuivi Phil Spector pour non-paiement de redevances et pour les revenus impayés qu'il a tirés de la licence de la musique des Ronettes. En 2001, un tribunal de New York a annoncé un verdict en faveur des Ronettes, ordonnant à Spector de payer 2,6 millions de dollars de redevances rétroactives. Le jugement a été annulé par la Cour d'appel en 2002 et renvoyé à la Cour suprême. Les juges ont constaté que leur contrat accordait à Spector des droits inconditionnels sur les enregistrements. Bien que les juges aient décidé que Ronnie avait droit à sa part des redevances qu'elle avait perdues dans le cadre de son règlement de divorce, ils ont annulé la décision d'un tribunal inférieur selon laquelle le groupe avait droit au taux de redevance standard de 50 % de l'industrie musicale. Le résultat final a vu Phil Spector payer un jugement de plus de 1,5 million de dollars aux Ronettes.
En 2003, elle a fait les chœurs sur l'album du groupe Project 1950, sur les chansons This Magic Moment et You Belong to Me.
En 2004, Ronnie Spector a été reconnue pour sa contribution à la musique populaire américaine lorsqu'elle a été intronisée au Vocal Group Hall of Fame.
Ronnie Spector a fait les chœurs pour la chanson Ode to LA, sur l'album des Raveonettes Pretty in Black (2005). L'album solo de Ronnie, Last of the Rock Stars (2006), a été publié par Bad Girl Sounds et comprenait des contributions de membres des Raconteurs, Nick Zinner des Yeah Yeah Yeahs, The Raveonettes, Patti Smith et Keith Richards. Spector elle-même a coproduit deux des chansons.
Malgré les objections de Phil Spector, les Ronettes ont été intronisées au Rock & Roll Hall of Fame en 2007.
Un EP de Noël, Best Christmas Ever, est sorti sur Bad Girl Sounds en novembre 2010, avec cinq nouvelles chansons de Noël.
En 2011, après la mort d'Amy Winehouse, Ronnie Spector a sorti sa version du single Back to Black (2006) de Winehouse en son hommage, et au profit des centres de traitement de la toxicomanie de Daytop Village. Elle a également interprété cette chanson dans le cadre de son live, notamment lors de sa tournée au Royaume-Uni en 2015.
En 2016, elle a sorti, via 429 Records, English Heart, son premier album de nouveau matériel en une décennie. L'album présente ses versions de chansons de l'invasion britannique par les Beatles, les Rolling Stones, les Yardbirds, les Bee Gees et d'autres produits par Scott Jacoby. English Heart a culminé à la 6e place du classement Billboard Top Heatseekers.
Le 9 août 2017, People Magazine a créé un nouveau single Love Power produit par Narada Michael Walden, par Ronnie Spector et The Ronettes, ce qui en fait le premier single des Ronettes depuis des décennies. La chanson est sortie le 18 août 2017.
En 2018, Ronnie Spector est apparue dans le documentaire musical  Amy Winehouse : Back to Black (2018), consacré à la chanteuse Amy Winehouse, décédée en 2011, et son dernier album studio de 2006 Back to Black. L'album a été inspiré par les groupes de filles des années 1960 que Amy admirait, tels que The Ronettes. Il contient de nouvelles interviews ainsi que des images d'archives.
En septembre 2020, il a été annoncé que l'actrice Zendaya incarnerait Spector dans un biopic adapté de ses mémoires Be My Baby: How I Survived Mascara, Miniskirts And Madness.

### La rencontre avec Jimi Hendrix
Au cours de l'été 1964, les Ronettes ont passé beaucoup de temps à traîner chez Odine, un club exclusif de l'East Side sur la cinquante-neuvième rue à Manhattan. Selon Ronnie, c'est là que les Ronettes ont été présentées pour la première fois à Jimi Hendrix, qui était un guitariste inconnu à l'époque. Ronnie avait l'habitude de se lever et de chanter avec Hendrix pendant qu'il jouait de la guitare. Après avoir à nouveau rencontré Hendrix lors d'une fête en 1969, Estelle et Ronnie ont été invitées en studio pour faire des chœurs sur la chanson Earth Blues de Hendrix. Leur travail sur les chœurs a valu aux Ronettes un crédit sur l'album Rainbow Bridge de Hendrix, sorti en octobre 1971

### Vie privée
En 1968, Veronica Bennett a épousé le producteur de disques Phil Spector et a pris son nom de famille professionnellement. En 1969, ils adoptent un fils, Donté Phillip. Deux ans plus tard, Phil Spector l'a surprise avec des jumeaux adoptés, Louis et Gary, pour Noël.
Veronica Bennett a témoigné que son mari l'avait soumise à des années de tourments psychologiques et avait saboté sa carrière en lui interdisant de se produire. Elle a déclaré qu'il avait entouré la maison de barbelés et de chiens de garde et avait confisqué ses chaussures pour l'empêcher de partir. Veronica Bennett a ajouté que dans les rares occasions où il la laissait sortir seule, elle devait conduire avec un mannequin grandeur nature de Spector, affublé du même couvre-chef que celui-ci avait coutume de porter, assis à la place passager. Elle a commencé à boire volontairement de façon excessive, afin d'assister aux réunions des Alcooliques anonymes pour s'échapper de la maison. Veronica Bennett a également rappelé que Phil Spector avait installé un cercueil en or avec un couvercle en verre au sous-sol, promettant qu'il la tuerait et viendrait y contempler son cadavre si jamais elle le quittait.
Dans ses mémoires de 1990, Be My Baby, Veronica Bennett a expliqué qu'elle avait fui leur manoir pieds nus et sans aucun bien avec l'aide de sa mère en 1972. « Je savais que si je ne partais pas, j'allais y mourir », a-t-elle déclaré. Dans leur accord de divorce de 1974, Ronnie Spector a perdu tous ses droits d'enregistrements phonographiques, après que Phil Spector l'eût menacée d'engager un tueur à gages pour la tuer. Elle a reçu 25 000 USD, une voiture d'occasion et une pension alimentaire mensuelle de 2 500 USD pendant cinq ans. En 1998, Veronica Bennett a témoigné que son ex-mari avait fréquemment pointé une arme sur elle pendant leur mariage et avait menacé de la tuer à moins qu'elle ne renonce à la garde de leurs enfants.
En 1982, Veronica Bennett a épousé son deuxième mari, Jonathan Greenfield, et a adopté son nom de famille. Ils ont vécu dans la région de Danbury (Connecticut) avec leurs deux fils, Austin Drew et Jason Charles.

### Mort
Ronnie Spector meurt à Danburry, le 12 janvier 2022 à l'âge de 78 ans des suites d'un cancer.

## Galerie

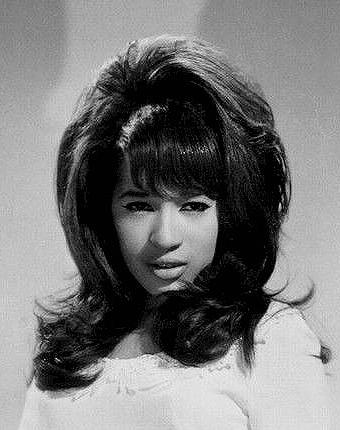
Ronnie Spector en 1966.
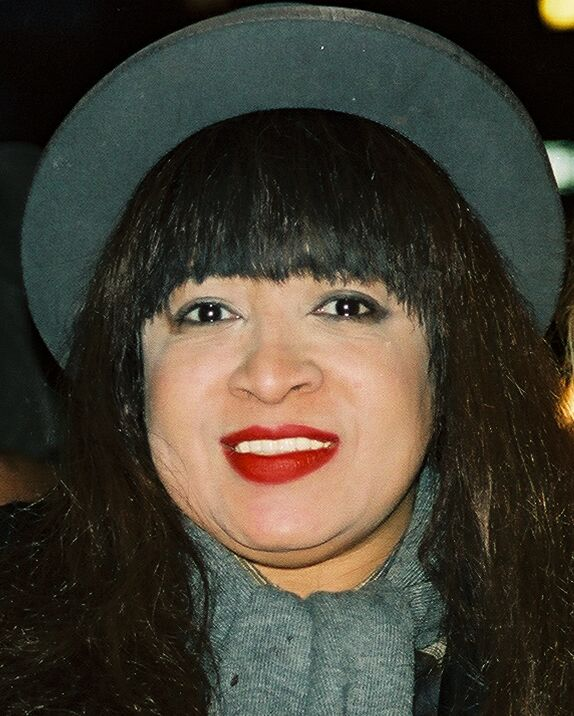
Ronnie Spector en 2000.
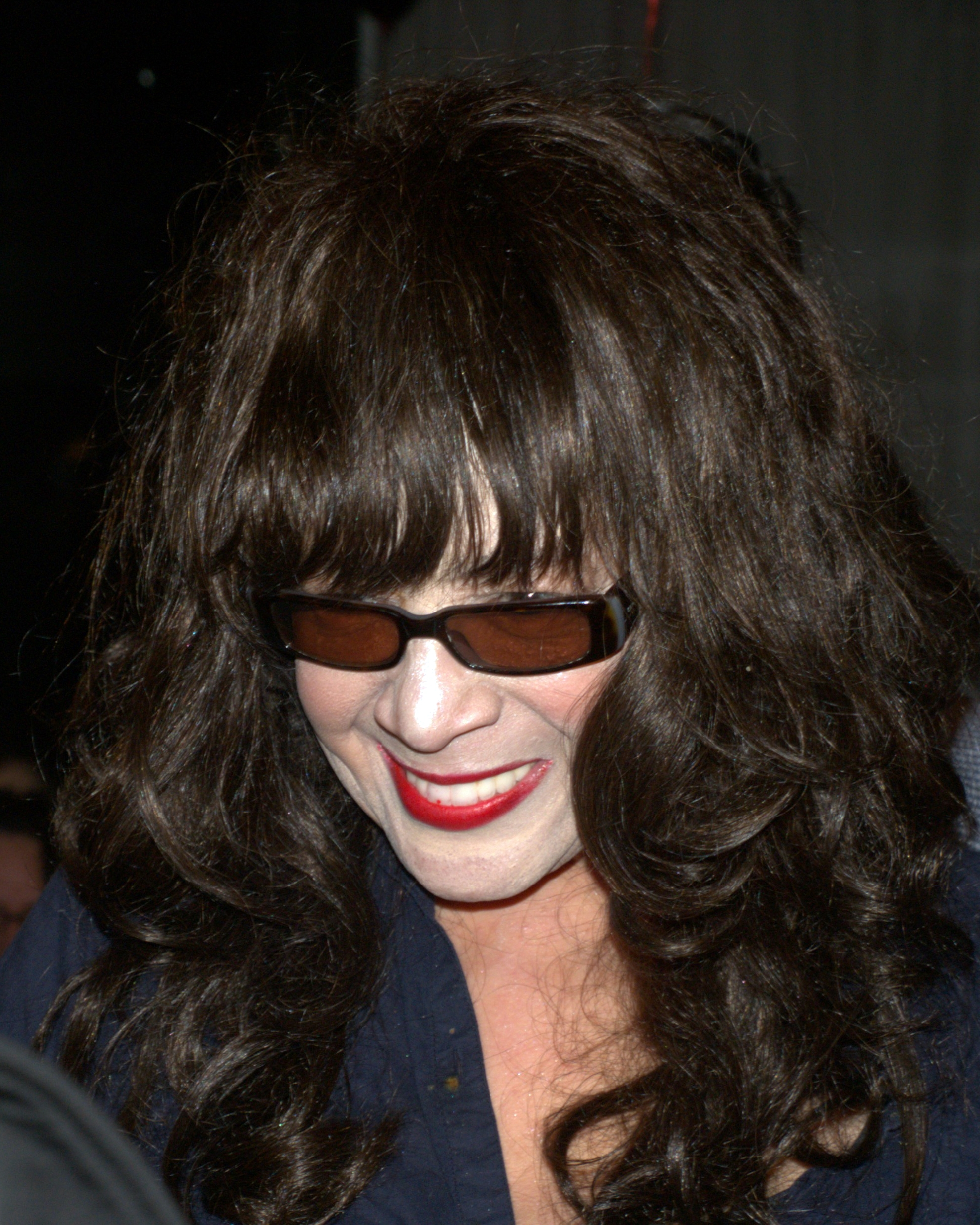
Ronnie Spector en 2010.
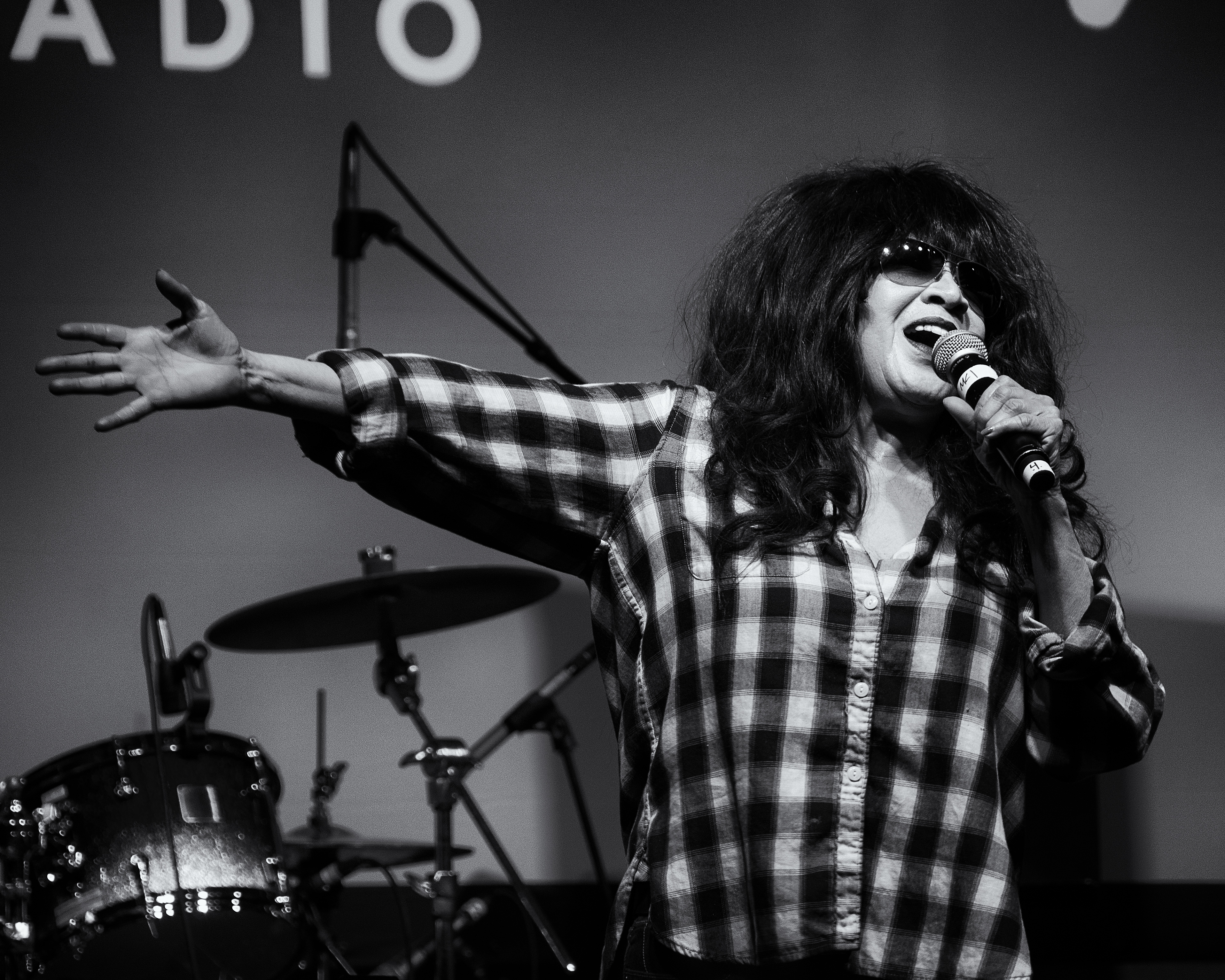
Ronnie Spector en 2014.
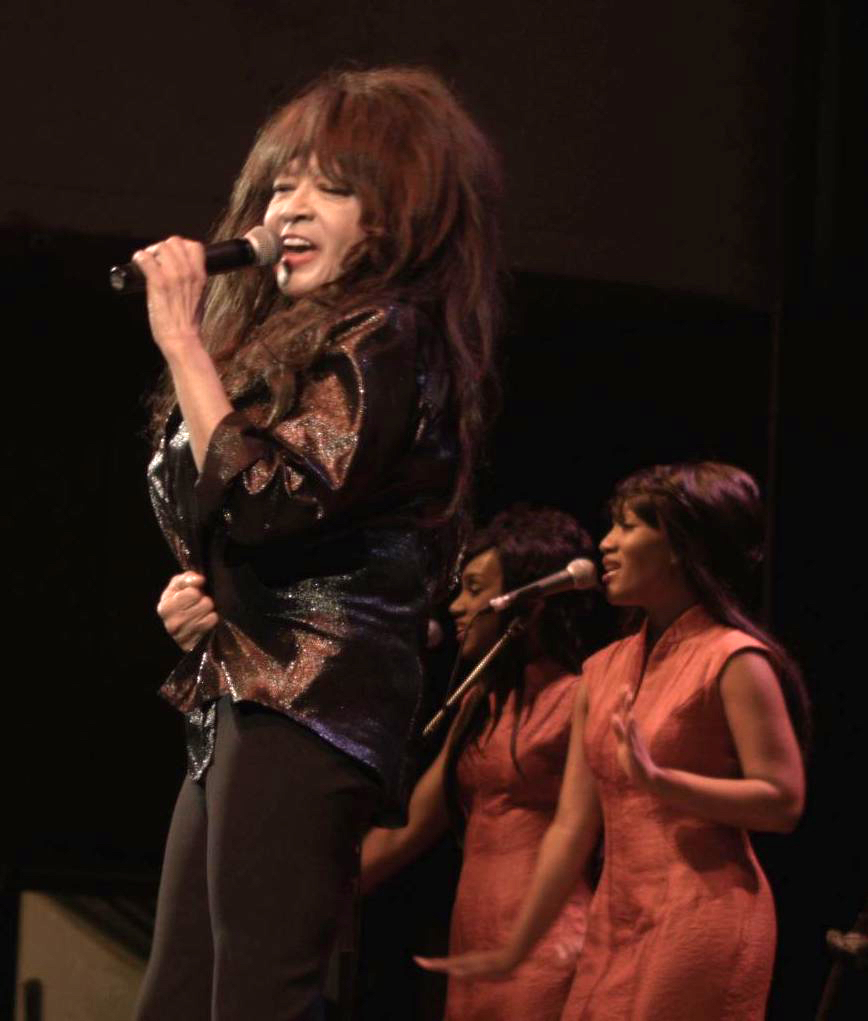
Ronnie Spector en 2015.

## Discographie

### The Ronettes
Album studio :
- 1964 : You Came, You Saw, You Conquered - Presenting the Fabulous Ronettes Featuring Veronica

Compilations : 
- 1981 : The Ronettes Greatest Hits – Volume 1
- 1981 : The Ronettes Greatest Hits – Volume 2
- 1992 : The Best of The Ronettes
- 1965 : The Ronettes Featuring Veronica
- 2017 : Everything You Wanted To Know About The Ronettes ...But Were Afraid To Ask

### Albums solo
- 1987 : Unfinished Business
- 2006 : The Last of the Rock Star
- 2016 : English Heart

### EP
- 1999 : She Talks to Rainbows
- 2003 : Something's Gonna Happen
- 2010 : Best Christmas Ever

### Compilations
- 1995 : Dangerous - Contient 2 chansons avec le E-Street Band, Say Goodbye To Hollywood et Baby Please Don't Go , 2 avec Southside Johnny & The Asbury Jukes, You Mean So Much To Me, une en version studio et l'autre live, 2 avec Eddy Money Take Me Home Tonight (Be My Baby) et Who Can Sleep? ainsi que 9 autres chansons tirées de ses albums solos et pour finir une entrevue avec Ronnie.
- 2014 : Playlist: The Very Best Of Ronnie Spector
- 2015 : The Very Best Of Ronnie Spector

### Singles solo
- 1964 : So Young
- 1964 : Why Don't They Let Us Fall in Love
- 1971 : Try Some, Buy Some
- 1975 : You'd Be Good For Me
- 1976 : Paradise
- 1977 : Say Goodbye To Hollywood - Avec le E Street Band.
- 1978 : It's a Heartache
- 1980 : Darlin'
- 1987 : Who Can Sleep
- 1987 : Love On a Rooftop

### Collaborations
- 1971 : Rainbow Bridge de Jimi Hendrix - Ronnie, sa sœur Estelle, Nedra Talley ainsi que Buddy Miles font les chœurs sur Earth Blues.
- 1975 : Extra Texture (Read All About It) de George Harrison - Ronnie a fait les chœurs sur l'album.
- 1976 : I Don't Want to Go Home de Southside Johnny and the Asbury Jukes - Ronnie en duo avec Southside Johnny sur une chanson, You Mean So Much To Me.
- 1986 : Can't Hold Back de Eddy Money - Ronnie en duo avec Eddie sur Take Me Home Tonight.
- 1994 : Bossanova Swap Meet de Atomic Swing - Ronnie aux chœurs sur So In Need Of A Change.
- 1997 : Shakin' With The Money Man de Eddy Money - Ronnie en duo avec Eddy sur Everybody Loves Christmas.
- 2003 : Project 1950 des Misfits - Ronnie sur This Magic Moment et You Belong to Me.
- 2005 : Pretty in black des Raveonettes - Ronnie a fait les chœurs sur Ode to L.A..
- 2015 : Live At The Bottom Line, New York City '77 de Southside Johnny and the Asbury Jukes - Enregistré en  concert en 1977,  Ronnie chante sur 5 chansons, Baby I Love You, Walkin' In The Rain, Say Goodbye To Hollywood, Be My Baby et finalement 	You Mean So Much To Me.